# Vuhred
Vuhred este o localitate din comuna Radlje ob Dravi, Slovenia, cu o populație de 818 locuitori.